# Llista de monuments de Tarragona (perifèria)
Llista de monuments de Tarragona inclosos en l'Inventari del Patrimoni Arquitectònic Català corresponents als districtes de Tarragona tret de Part Alta. Inclou els inscrits en el Registre de Béns Culturals d'Interès Nacional (BCIN) amb la classificació de monuments històrics i els Béns Culturals d'Interès Local (BCIL) de caràcter arquitectònic.
Onze monuments arquitectònic i arqueològics romans formen part del conjunt arqueològic de Tàrraco, declarat Patrimoni de la Humanitat l'any 2000. Tot el terme municipal de Tarragona està protegit com a zona arqueològica, declarat BCIN l'any 1966 amb el codi RI-55-0000068. El nucli antic de Tarragona, en la part alta de la ciutat, està protegit com a conjunt històric declarat BCIN l'any 1966 amb el codi RI-53-0000073.

## Monuments Patrimoni de la Humanitat
| Monument                                                          | Protecció                | Estil/època             | Localització                                                          | Coordenades                                          | Codi?         | Imatge |
| ----------------------------------------------------------------- | ------------------------ | ----------------------- | --------------------------------------------------------------------- | ---------------------------------------------------- | ------------- | --- |
| Ruïnes de l'Amfiteatre i de l'Església de Santa Maria del Miracle | PH BCIN 208-MH/206-CH-ZA | Romà, romànic Romà, XII | Tarragona Via de William Bryant                                       | 41° 06′ 52″ N, 1° 15′ 32″ E / 41.114568°N,1.258805°E | RI-51-0000298 | Ruïnes de l'Amfiteatre i de l'Església de Santa Maria del Miracle (Tarragona) · Vegeu més fotos d'aquest monument · Carregueu una nova foto d'aquest monument |
| Aqüeducte de les Ferreres o Pont del Diable                       | PH BCIN 220-MH/206-CH-ZA | Romà V aC - IV dC       | Tarragona Carrer del Barranc de Cornellà accés per la carretera N-240 | 41° 08′ 45″ N, 1° 14′ 38″ E / 41.145921°N,1.243884°E | RI-51-0000087 | Aqüeducte de les Ferreres (Tarragona) · Vegeu més fotos d'aquest monument · Carregueu una nova foto d'aquest monument                                         |
| Torre dels Escipions                                              | PH BCIN 2025-MH-EN-ZA    | Romà IV aC - IV dC      | Tarragona Ctra. Barcelona, 246                                        | 41° 07′ 55″ N, 1° 19′ 08″ E / 41.132002°N,1.318938°E | RI-51-0000324 | Torre dels Escipions (Tarragona) · Vegeu més fotos d'aquest monument · Carregueu una nova foto d'aquest monument                                              |

## Monuments d'Interès Nacional
| Monument                                                  | Protecció              | Estil/època                                  | Localització                                                | Coordenades                                          | Codi?         | Imatge |
| --------------------------------------------------------- | ---------------------- | -------------------------------------------- | ----------------------------------------------------------- | ---------------------------------------------------- | ------------- | --- |
| Fortí de la Reina                                         | BCIN 1595-MH           | XVIII                                        | Tarragona Punta del Miracle, pg. Rafael de Casanova         | 41° 06′ 49″ N, 1° 16′ 00″ E / 41.11356°N,1.26658°E   | RI-51-0006730 | Fortí de la Reina (Tarragona) · Vegeu més fotos d'aquest monument · Carregueu una nova foto d'aquest monument                     |
| Fortí de Sant Jordi                                       | BCIN 1596-MH           | XVIII                                        | Tarragona Pg. Rafael Casanova, 11                           | 41° 06′ 55″ N, 1° 15′ 56″ E / 41.11522°N,1.26548°E   | RI-51-0006731 | Fortí de Sant Jordi (Tarragona) · Vegeu més fotos d'aquest monument · Carregueu una nova foto d'aquest monument                   |
| Torre del Mas del Cusidó                                  | BCIN 1597-MH/206-CH-ZA | Obra popular XV                              | Tarragona Camí del Mas Vell                                 | 41° 08′ 38″ N, 1° 19′ 43″ E / 41.143878°N,1.328568°E | RI-51-0006732 | Torre del Mas del Cusidó (Tarragona) · Vegeu més fotos d'aquest monument · Carregueu una nova foto d'aquest monument              |
| Torre del Mas de la Creu                                  | BCIN 1598-MH/206-CH-ZA | XV                                           | Tarragona Camí que surt de la carretera del Catllar         | 41° 09′ 03″ N, 1° 18′ 37″ E / 41.150837°N,1.310248°E | RI-51-0006733 | Torre del Mas de la Creu (Tarragona) · Vegeu més fotos d'aquest monument · Carregueu una nova foto d'aquest monument              |
| Torre del Mas Pastoret                                    | BCIN 1599-MH/206-CH-ZA | Obra popular XIV                             | Tarragona Camí que surt de la carretera del Catllar         | 41° 09′ 28″ N, 1° 18′ 30″ E / 41.157707°N,1.308397°E | RI-51-0006734 | Torre del Mas Pastoret (Tarragona) · Vegeu més fotos d'aquest monument · Carregueu una nova foto d'aquest monument                |
| Castell de Tamarit                                        | BCIN 1601-MH/206-CH-ZA | Romànic, gòtic XIV, XX                       | Tarragona Lloc de Tamarit                                   | 41° 07′ 48″ N, 1° 21′ 40″ E / 41.130088°N,1.361206°E | RI-51-0005348 | Castell de Tamarit (Tarragona) · Vegeu més fotos d'aquest monument · Carregueu una nova foto d'aquest monument                    |
| Torre de la Móra                                          | BCIN 1602-MH/206-CH-ZA | Obra popular XVI                             | Tarragona Càmping Torre de la Móra                          | 41° 07′ 33″ N, 1° 20′ 31″ E / 41.125829°N,1.341928°E | RI-51-0006736 | Torre de la Móra (Tarragona) · Vegeu més fotos d'aquest monument · Carregueu una nova foto d'aquest monument                      |
| Castell de Ferran                                         | BCIN 1603-MH           | XVI                                          | Tarragona Pl. del Castell, 1-3. Ferran                      | 41° 08′ 45″ N, 1° 21′ 32″ E / 41.145861°N,1.358992°E | RI-51-0006735 | Castell de Ferran (Tarragona) · Vegeu més fotos d'aquest monument · Carregueu una nova foto d'aquest monument                     |
| Torre del Mas de l'Hereuet                                | BCIN 1604-MH/206-CH-ZA | Obra popular XV                              | Tarragona C. Joan Lamotte de Grignon, urbanització Florimar | 41° 08′ 15″ N, 1° 18′ 10″ E / 41.1375°N,1.3027°E     | RI-51-0006737 | Torre del Mas de l'Hereuet (Tarragona) · Vegeu més fotos d'aquest monument · Carregueu una nova foto d'aquest monument            |
| Museu de la Necròpolis Paleocristiana                     | BCIN 4177-MH           | Eclecticisme, neoclassicisme 1930            | Tarragona Pg. de la Independència, 17                       | 41° 06′ 57″ N, 1° 14′ 19″ E / 41.115914°N,1.238681°E | RI-51-0001408 | Museu de la Necròpolis Paleocristiana (Tarragona) · Vegeu més fotos d'aquest monument · Carregueu una nova foto d'aquest monument |
| Teatre Metropol, ex-Patronat Obrer Tarragoní, Casa Mirall | BCIN 4580-MH-EN        | Modernisme Josep M. Jujol i Gibert XX (1908) | Tarragona Rambla Nova, 46                                   | 41° 06′ 53″ N, 1° 15′ 12″ E / 41.114847°N,1.253466°E | IPA-12474     | Teatre Metropol (Tarragona) · Vegeu més fotos d'aquest monument · Carregueu una nova foto d'aquest monument                       |

## Monuments d'Interès Local
| Monument | Protecció | Estil/època                                                  | Localització                                                                         | Coordenades                                          | Codi?     | Imatge |
| --- | --------- | ------------------------------------------------------------ | ------------------------------------------------------------------------------------ | ---------------------------------------------------- | --------- | --- |
| Església de Sant Agustí o Església dels Sants Reis, del Sagrat Cor, dels Claretians                               | BCIL 2013 | Barroc XVI                                                   | Tarragona Rambla Vella, 12                                                           | 41° 06′ 57″ N, 1° 15′ 20″ E / 41.115971°N,1.255510°E | IPA-12380 | Església de Sant Agustí (Tarragona) · Vegeu més fotos d'aquest monument · Carregueu una nova foto d'aquest monument                                  |
| Rambla Nova | BCIL 2013 | XIX                                                          | Tarragona Rambla Nova                                                                | 41° 06′ 54″ N, 1° 15′ 12″ E / 41.115132°N,1.253471°E | IPA-12382 | Rambla Nova (Tarragona) · Vegeu més fotos d'aquest monument · Carregueu una nova foto d'aquest monument                                              |
| Front marítim del Serrallo                                                                                        | BCIL 2013 | Obra popular XVIII-XIX                                       | Tarragona Pl. Bisbe Bonet, 11-17 - Moll de Pescadors, 1-11 - c. Trafalgar, 1-37      | 41° 06′ 33″ N, 1° 14′ 28″ E / 41.109257°N,1.241035°E | IPA-12384 | Front marítim del Serrallo (Tarragona) · Vegeu més fotos d'aquest monument · Carregueu una nova foto d'aquest monument                               |
| Plaça dels Carros                                                                                                 | BCIL 2013 | Obra popular XIX                                             | Tarragona Pl. dels Carros                                                            | 41° 06′ 37″ N, 1° 15′ 00″ E / 41.110278°N,1.249995°E | IPA-12385 | Plaça dels Carros (Tarragona) · Vegeu més fotos d'aquest monument · Carregueu una nova foto d'aquest monument                                        |
| Els Porxos, o Casa Melchor Lloveras Venas                                                                         | BCIL 2013 | Obra popular XIX                                             | Tarragona Pl. dels Carros, 12                                                        | 41° 06′ 37″ N, 1° 14′ 58″ E / 41.110203°N,1.249398°E | IPA-12386 | Els Porxos (Tarragona) · Vegeu més fotos d'aquest monument · Carregueu una nova foto d'aquest monument                                               |
| Conjunt de la Punta del Miracle                                                                                   | BCIL 2021 | XVIII, XIX, XX                                               | Tarragona C. Casanoves, a platja del Miracle                                         | 41° 06′ 45″ N, 1° 15′ 58″ E / 41.11255°N,1.266228°E  | IPA-12387 | Conjunt de la Punta del Miracle (Tarragona) · Vegeu més fotos d'aquest monument · Carregueu una nova foto d'aquest monument                          |
| Parc del Miracle                                                                                                  | BCIL 2013 | XX (1920)                                                    | Tarragona Via Augusta, sota el Balcó del Mediterrani                                 | 41° 06′ 55″ N, 1° 15′ 30″ E / 41.115165°N,1.258214°E | IPA-12388 | Parc del Miracle (Tarragona) · Vegeu més fotos d'aquest monument · Carregueu una nova foto d'aquest monument                                         |
| Glorieta dels Caiguts, Glorieta de la Reconciliació                                                               | BCIL 2013 | XX (1941)                                                    | Tarragona Via Augusta - pg. Sant Antoni                                              | 41° 06′ 57″ N, 1° 15′ 29″ E / 41.115898°N,1.258018°E | IPA-12389 | Glorieta dels Caiguts (Tarragona) · Vegeu més fotos d'aquest monument · Carregueu una nova foto d'aquest monument                                    |
| Ex-convent dels Caputxins                                                                                         | BCIL 2013 | Obra popular XVIII                                           | Tarragona C. Caputxins, 3                                                            | 41° 06′ 47″ N, 1° 15′ 00″ E / 41.113113°N,1.249912°E | IPA-12412 | Ex-convent dels Caputxins (Tarragona) · Vegeu més fotos d'aquest monument · Carregueu una nova foto d'aquest monument                                |
| Església i claustre del convent de Sant Francesc                                                                  | BCIL 2013 | Barroc XVIII, XIX                                            | Tarragona Rambla Vella, 28                                                           | 41° 07′ 01″ N, 1° 15′ 12″ E / 41.116987°N,1.253396°E | IPA-12414 | Església i claustre del convent de Sant Francesc (Tarragona) · Vegeu més fotos d'aquest monument · Carregueu una nova foto d'aquest monument         |
| Capella del Col·legi de la Presentació                                                                            | BCIL 2013 | Eclecticisme XIX                                             | Tarragona C. de la Pau del Protectorat, 36                                           | 41° 06′ 41″ N, 1° 15′ 04″ E / 41.111256°N,1.251079°E | IPA-12415 | Capella del Col·legi de la Presentació (Tarragona) · Vegeu més fotos d'aquest monument · Carregueu una nova foto d'aquest monument                   |
| Església de Jesús i Maria o Capella del Col·legi de Jesús i Maria                                                 | BCIL 2013 | Historicisme XIX (1877)                                      | Tarragona C. Méndez Núñez, 14B                                                       | 41° 06′ 51″ N, 1° 15′ 09″ E / 41.114085°N,1.252559°E | IPA-12416 | Església de Jesús i Maria (Tarragona) · Vegeu més fotos d'aquest monument · Carregueu una nova foto d'aquest monument                                |
| Parròquia de Sant Pere                                                                                            | BCIL 2013 | Historicisme XIX                                             | Tarragona Pl. del Bisbe Bonet, 14                                                    | 41° 06′ 33″ N, 1° 14′ 26″ E / 41.109231°N,1.240495°E | IPA-12418 | Parròquia de Sant Pere (Tarragona) · Vegeu més fotos d'aquest monument · Carregueu una nova foto d'aquest monument                                   |
| Capella del Mas Sanromà                                                                                           | BCIL 2013 | Historicisme XIX                                             | Tarragona Urbanització Cala Romana                                                   | 41° 07′ 42″ N, 1° 17′ 14″ E / 41.128311°N,1.287360°E | IPA-12419 | Capella del Mas Sanromà (Tarragona) · Vegeu més fotos d'aquest monument · Carregueu una nova foto d'aquest monument                                  |
| Capella del Mas Veciana                                                                                           | BCIL 2013 | Historicisme XX                                              | Tarragona Urbanització Boscos de Tarragona                                           | 41° 08′ 22″ N, 1° 17′ 23″ E / 41.139372°N,1.289777°E | IPA-12420 | Carregueu una nova foto d'aquest monument |
| Ermita de la Salut, o Ermita del Crist de la Salut                                                                | BCIL 2013 | Historicisme XX (1909)                                       | Tarragona Turó de la Salut, 1                                                        | 41° 07′ 27″ N, 1° 16′ 05″ E / 41.124073°N,1.268015°E | IPA-12421 | Ermita de la Salut (Tarragona) · Vegeu més fotos d'aquest monument · Carregueu una nova foto d'aquest monument                                       |
| Convent dels Pares Carmelites o El Carme - La Punxa                                                               | BCIL 2013 | Modernisme, Historicisme XIX Final                           | Tarragona C. Assalt, 11                                                              | 41° 07′ 01″ N, 1° 15′ 08″ E / 41.11691°N,1.252184°E  | IPA-12422 | Convent dels Pares Carmelites (Tarragona) · Vegeu més fotos d'aquest monument · Carregueu una nova foto d'aquest monument                            |
| Casa matriu de l'Orde del Carme, o Convent de les Carmelites de la Vetlla                                         | BCIL 2013 | Historicisme, modernisme Josep M. Pujol de Barberà XX (1930) | Tarragona Av. Estanislau Figueres, 27-33                                             | 41° 07′ 07″ N, 1° 14′ 58″ E / 41.118487°N,1.249346°E | IPA-12423 | Casa matriu de l'Orde del Carme (Tarragona) · Vegeu més fotos d'aquest monument · Carregueu una nova foto d'aquest monument                          |
| Convent de Santa Clara, Escola d'Enologia                                                                         | BCIL 2013 | Obra popular XX (1949)                                       | Tarragona Av. Ramón y Cajal, 70                                                      | 41° 06′ 57″ N, 1° 14′ 31″ E / 41.115896°N,1.242013°E | IPA-12424 | Convent de Santa Clara (Tarragona) · Vegeu més fotos d'aquest monument · Carregueu una nova foto d'aquest monument                                   |
| Parròquia de Sant Pau                                                                                             | BCIL 2013 | Monumentalisme academicista XX (1945)                        | Tarragona Av. President Companys, 6                                                  | 41° 07′ 11″ N, 1° 14′ 36″ E / 41.11976°N,1.243247°E  | IPA-12425 | Parròquia de Sant Pau (Tarragona) · Vegeu més fotos d'aquest monument · Carregueu una nova foto d'aquest monument                                    |
| Edifici Casa de Beneficència o Convent dels Mercedaris, Diputació de Tarragona                                    | BCIL 2013 | Eclecticisme XIII, XVII, XIX                                 | Tarragona Pl. de Sant Antoni, 1                                                      | 41° 07′ 06″ N, 1° 15′ 41″ E / 41.118446°N,1.261325°E | IPA-12475 | Edifici Casa de Beneficència (Tarragona) · Vegeu més fotos d'aquest monument · Carregueu una nova foto d'aquest monument                             |
| Plaça de Toros o Plaça de Braus, Magatzem Escofet                                                                 | BCIL 2013 | Eclecticisme XIX (1883)                                      | Tarragona C. Eivissa - c. Jaume I - c. Mallorca                                      | 41° 06′ 52″ N, 1° 14′ 43″ E / 41.114344°N,1.245285°E | IPA-12477 | Plaça de Toros (Tarragona) · Vegeu més fotos d'aquest monument · Carregueu una nova foto d'aquest monument                                           |
| Església de Sant Joan                                                                                             | BCIL 2013 | Neoclassicisme XIX                                           | Tarragona Pl. Prim, 8                                                                | 41° 06′ 48″ N, 1° 15′ 01″ E / 41.113291°N,1.250167°E | IPA-12479 | Església de Sant Joan (Tarragona) · Vegeu més fotos d'aquest monument · Carregueu una nova foto d'aquest monument                                    |
| Casa Fernando Vendrell, Casa Barba - Casa Goma, o Casa de José García                                             | BCIL 2013 | Eclecticisme XIX                                             | Tarragona Rambla Nova, 75                                                            | 41° 06′ 58″ N, 1° 15′ 07″ E / 41.116145°N,1.252055°E | IPA-12481 | Casa Fernando Vendrell (Tarragona) · Vegeu més fotos d'aquest monument · Carregueu una nova foto d'aquest monument                                   |
| Casa Marsol | BCIL 2013 | Eclecticisme XIX                                             | Tarragona C. de la Unió, 34-36                                                       | 41° 06′ 51″ N, 1° 15′ 05″ E / 41.114081°N,1.251452°E | IPA-12483 | Casa Marsol (Tarragona) · Vegeu més fotos d'aquest monument · Carregueu una nova foto d'aquest monument                                              |
| Casa d'Antoni Albareda                                                                                            | BCIL 2013 | Eclecticisme XIX                                             | Tarragona C. Reding, 40                                                              | 41° 06′ 58″ N, 1° 14′ 52″ E / 41.116023°N,1.247785°E | IPA-12484 | Casa d'Antoni Albareda (Tarragona) · Vegeu més fotos d'aquest monument · Carregueu una nova foto d'aquest monument                                   |
| Casa Gasset, Casa Bofill i Gasset, ex-Cambra de Comerç, Comandància Militar de Marina                             | BCIL 2013 | Eclecticisme, neoclassicisme XIX                             | Tarragona C. Anselm Clavé, 1                                                         | 41° 06′ 38″ N, 1° 15′ 04″ E / 41.110529°N,1.251065°E | IPA-12485 | Casa Gasset (Tarragona) · Vegeu més fotos d'aquest monument · Carregueu una nova foto d'aquest monument                                              |
| Casa Joaquim Padrines, Casa Macian, Casa Mateu, Banc Central                                                      | BCIL 2013 | Eclecticisme XIX                                             | Tarragona Rambla Nova, 57                                                            | 41° 06′ 56″ N, 1° 15′ 12″ E / 41.115494°N,1.253225°E | IPA-12486 | Casa Joaquim Padrines (Tarragona) · Vegeu més fotos d'aquest monument · Carregueu una nova foto d'aquest monument                                    |
| Casa Sala o Casa Juan Miret Terrada                                                                               | BCIL 2013 | Eclecticisme XIX                                             | Tarragona Rambla Nova, 36                                                            | 41° 06′ 52″ N, 1° 15′ 15″ E / 41.114437°N,1.254209°E | IPA-12487 | Casa Sala (Tarragona) · Vegeu més fotos d'aquest monument · Carregueu una nova foto d'aquest monument                                                |
| Casa Mateu Feliu, Casa Castellví, o Casa Cornejo                                                                  | BCIL 2013 | Eclecticisme XIX                                             | Tarragona Rambla Nova, 38 - c. Adrià                                                 | 41° 06′ 53″ N, 1° 15′ 14″ E / 41.114599°N,1.253954°E | IPA-12488 | Casa Mateu Feliu (Tarragona) · Vegeu més fotos d'aquest monument · Carregueu una nova foto d'aquest monument                                         |
| Hotel Lauria, o ex-Casa Rosell                                                                                    | BCIL 2013 | Eclecticisme XIX Final                                       | Tarragona Rambla Nova, 20 - c. Llúria                                                | 41° 06′ 50″ N, 1° 15′ 19″ E / 41.114011°N,1.255158°E | IPA-12490 | Hotel Lauria (Tarragona) · Vegeu més fotos d'aquest monument · Carregueu una nova foto d'aquest monument                                             |
| Casa Domingo Batet Rosich, o ex-Colmado Central                                                                   | BCIL 2013 | Eclecticisme XIX                                             | Tarragona C. de la Unió, 28                                                          | 41° 06′ 52″ N, 1° 15′ 06″ E / 41.114358°N,1.251669°E | IPA-12493 | Casa Domingo Batet Rosich (Tarragona) · Vegeu més fotos d'aquest monument · Carregueu una nova foto d'aquest monument                                |
| Cambra de la Propietat Urbana, o ex-Casa Minerva, ex-Casa Bridgman                                                | BCIL 2013 | Eclecticisme XIX, XX                                         | Tarragona C. Méndez Núñez, 23                                                        | 41° 06′ 51″ N, 1° 15′ 08″ E / 41.114083°N,1.252219°E | IPA-12495 | Cambra de la Propietat Urbana (Tarragona) · Vegeu més fotos d'aquest monument · Carregueu una nova foto d'aquest monument                            |
| Casa Lluís Gustems Vidal                                                                                          | BCIL 2013 | Eclecticisme Josep M. Pujol de Barberà XX (1925)             | Tarragona C. Governador González, 41                                                 | 41° 06′ 59″ N, 1° 14′ 55″ E / 41.116294°N,1.248737°E | IPA-12496 | Casa Lluís Gustems Vidal (Tarragona) · Vegeu més fotos d'aquest monument · Carregueu una nova foto d'aquest monument                                 |
| Casa Joaquim Miracle Baldrich, Casa Cabré                                                                         | BCIL 2013 | Historicisme XX                                              | Tarragona C. Méndez Núñez, 12                                                        | 41° 06′ 52″ N, 1° 15′ 10″ E / 41.11453°N,1.252763°E  | IPA-12497 | Casa Joaquim Miracle Baldrich (Tarragona) · Vegeu més fotos d'aquest monument · Carregueu una nova foto d'aquest monument                            |
| Casa d'Alejo Mas, antic Edifici de Telègrafs                                                                      | BCIL 2013 | Eclecticisme XX                                              | Tarragona C. Governador González, 14                                                 | 41° 06′ 55″ N, 1° 15′ 03″ E / 41.115197°N,1.250913°E | IPA-12499 | Casa d'Alejo Mas (Tarragona) · Vegeu més fotos d'aquest monument · Carregueu una nova foto d'aquest monument                                         |
| Casa de n'Icart Bargalló                                                                                          | BCIL 2013 | Noucentisme Josep Maria Pujol de Barberà XX (1916)           | Tarragona Pl. Corsini, 5                                                             | 41° 06′ 57″ N, 1° 14′ 59″ E / 41.115866°N,1.249638°E | IPA-12500 | Casa de n'Icart Bargalló (Tarragona) · Vegeu més fotos d'aquest monument · Carregueu una nova foto d'aquest monument                                 |
| Casa Mariano Ollé                                                                                                 | BCIL 2013 | Modernisme XIX                                               | Tarragona Pl. Corsini, 7                                                             | 41° 06′ 57″ N, 1° 14′ 58″ E / 41.1159°N,1.249545°E   | IPA-12501 | Casa Mariano Ollé (Tarragona) · Vegeu més fotos d'aquest monument · Carregueu una nova foto d'aquest monument                                        |
| Fàbrica Chartreuse                                                                                                | BCIL 2013 | Modernisme XX                                                | Tarragona C. Smith, 51-57                                                            | 41° 06′ 43″ N, 1° 14′ 46″ E / 41.111947°N,1.246154°E | IPA-12502 | Fàbrica Chartreuse (Tarragona) · Vegeu més fotos d'aquest monument · Carregueu una nova foto d'aquest monument                                       |
| Casa Salas o Confraria de Jesús Natzarè                                                                           | BCIL 2013 | Modernisme, historicisme Ramon Salas Ricomà XX (1907)        | Tarragona Rambla Nova, 25                                                            | 41° 06′ 52″ N, 1° 15′ 19″ E / 41.114547°N,1.255323°E | IPA-12505 | Casa Salas (Tarragona) · Vegeu més fotos d'aquest monument · Carregueu una nova foto d'aquest monument                                               |
| Edifici al carrer del Castell, 23                                                                                 | BCIL 2013 | Modernisme XX (1911)                                         | Tarragona Pl. del Castell, 23. Ferran                                                | 41° 08′ 44″ N, 1° 21′ 31″ E / 41.145626°N,1.358662°E | IPA-12506 | Edifici al carrer del Castell, 23 (Tarragona) · Vegeu més fotos d'aquest monument · Carregueu una nova foto d'aquest monument                        |
| Quinta Sant Rafael o Casa Rafael Puig i Valls                                                                     | BCIL 1985 | Modernisme Juli Maria Fossas Martínez XX (1913)              | Tarragona Parc de la Ciutat                                                          | 41° 07′ 04″ N, 1° 14′ 30″ E / 41.117828°N,1.24164°E  | IPA-12507 | Quinta Sant Rafael (Tarragona) · Vegeu més fotos d'aquest monument · Carregueu una nova foto d'aquest monument                                       |
| Casa Ripoll I | BCIL 2013 | Modernisme Josep M. Pujol de Barberà XX (1910)               | Tarragona Pg. Sant Antoni, 17                                                        | 41° 06′ 59″ N, 1° 15′ 33″ E / 41.116448°N,1.259077°E | IPA-12508 | Casa Ripoll I (Tarragona) · Vegeu més fotos d'aquest monument · Carregueu una nova foto d'aquest monument                                            |
| Casa Ripoll II | BCIL 2013 | Modernisme Josep M. Pujol de Barberà XX (1910)               | Tarragona Pg. Sant Antoni, 15                                                        | 41° 07′ 00″ N, 1° 15′ 34″ E / 41.116719°N,1.259545°E | IPA-12509 | Casa Ripoll II (Tarragona) · Vegeu més fotos d'aquest monument · Carregueu una nova foto d'aquest monument                                           |
| Casa d'Àngel Rabadà, Edifici Cahispa, Casa Rabadà                                                                 | BCIL 2013 | Modernisme Alfons Barba i Miracle XX (1914)                  | Tarragona Rambla Nova, 90                                                            | 41° 06′ 59″ N, 1° 15′ 00″ E / 41.11644°N,1.250084°E  | IPA-12510 | Casa d'Àngel Rabadà (Tarragona) · Vegeu més fotos d'aquest monument · Carregueu una nova foto d'aquest monument                                      |
| Casa Musolas o Casa Casanovas, La Equitativa                                                                      | BCIL 2013 | Modernisme Josep M. Pujol de Barberà XX (1914)               | Tarragona Rambla Nova, 88                                                            | 41° 06′ 59″ N, 1° 15′ 01″ E / 41.116337°N,1.25028°E  | IPA-12511 | Casa Musolas (Tarragona) · Vegeu més fotos d'aquest monument · Carregueu una nova foto d'aquest monument                                             |
| Casa Dolores Linderman, Edifici de la A.I.S.S., ex-Sindicats, Casa Cobos                                          | BCIL 2013 | Noucentisme Francesc Monravà Soler XX (1926)                 | Tarragona Rambla Nova, 95                                                            | 41° 07′ 01″ N, 1° 15′ 02″ E / 41.116832°N,1.250596°E | IPA-12512 | Casa Dolores Linderman (Tarragona) · Vegeu més fotos d'aquest monument · Carregueu una nova foto d'aquest monument                                   |
| Mercat Central | BCIL 2013 | Modernisme Josep M. Pujol de Barberà XX (1911)               | Tarragona Pl. Corsini, 9                                                             | 41° 06′ 57″ N, 1° 14′ 56″ E / 41.115815°N,1.248912°E | IPA-12514 | Mercat Central (Tarragona) · Vegeu més fotos d'aquest monument · Carregueu una nova foto d'aquest monument                                           |
| Cooperativa Obrera Tarragonina                                                                                    | BCIL 2013 | Modernisme Josep M. Pujol de Barberà XX (1917)               | Tarragona C. Fortuny, 23                                                             | 41° 06′ 53″ N, 1° 15′ 02″ E / 41.114663°N,1.250435°E | IPA-12515 | Cooperativa Obrera Tarragonina (Tarragona) · Vegeu més fotos d'aquest monument · Carregueu una nova foto d'aquest monument                           |
| Casa Juan Gatell i Antoni Puig, ex-Govern Civil, Casa Mallol, Casa de Felipa Coll Baldrich                        | BCIL 2013 | Noucentisme XX Inici                                         | Tarragona Rambla Nova, 30                                                            | 41° 06′ 51″ N, 1° 15′ 17″ E / 41.114207°N,1.254625°E | IPA-12516 | Casa Juan Gatell i Antoni Puig (Tarragona) · Vegeu més fotos d'aquest monument · Carregueu una nova foto d'aquest monument                           |
| Casa Sanromà o Casa Bofarull                                                                                      | BCIL 2013 | Modernisme Josep M. Pujol de Barberà XX (1921)               | Tarragona Rambla Nova, 37 - Sant Agustí                                              | 41° 06′ 54″ N, 1° 15′ 16″ E / 41.114924°N,1.254539°E | IPA-12518 | Casa Sanromà (Tarragona) · Vegeu més fotos d'aquest monument · Carregueu una nova foto d'aquest monument                                             |
| Col·legi Pax o Mas Macià Mallol Bosch                                                                             | BCIL 2013 | Modernisme Francesc Morera i Gatell XX (1923)                | Tarragona Av. Josep Maria Casas de Muller, 11                                        | 41° 07′ 35″ N, 1° 14′ 53″ E / 41.126367°N,1.247935°E | IPA-12519 | Col·legi Pax (Tarragona) · Vegeu més fotos d'aquest monument · Carregueu una nova foto d'aquest monument                                             |
| Les Teresines, o Col·legi de les Teresianes                                                                       | BCIL 2013 | Noucentisme Bernardí Martorell Puig XX (1922)                | Tarragona Rambla Nova, 79-81                                                         | 41° 06′ 59″ N, 1° 15′ 05″ E / 41.116482°N,1.251508°E | IPA-12520 | Les Teresines (Tarragona) · Vegeu més fotos d'aquest monument · Carregueu una nova foto d'aquest monument                                            |
| Edifici d'habitatge al carrer Apodaca, 30, ex-Banc de Valls, Banc Mercantil de Tarragona, antic Hotel Continental | BCIL 2013 | Modernisme Josep M. Pujol de Barberà XX (1922)               | Tarragona C. Apodaca, 30                                                             | 41° 06′ 42″ N, 1° 15′ 02″ E / 41.111687°N,1.250548°E | IPA-12521 | Edifici d'habitatge al carrer Apodaca, 30 (Tarragona) · Vegeu més fotos d'aquest monument · Carregueu una nova foto d'aquest monument                |
| Vil·la Júlia | BCIL 2013 | Racionalisme XX (1935)                                       | Tarragona C. Huyà, 15                                                                | 41° 07′ 04″ N, 1° 15′ 39″ E / 41.117771°N,1.260831°E | IPA-12522 | Vil·la Júlia (Tarragona) · Vegeu més fotos d'aquest monument · Carregueu una nova foto d'aquest monument                                             |
| Farola del moll                                                                                                   | BCIL 2013 | Obra popular XX (1923)                                       | Tarragona Pg. de l'Escullera                                                         | 41° 05′ 59″ N, 1° 14′ 07″ E / 41.099782°N,1.235316°E | IPA-12523 | Farola del moll (Tarragona) · Vegeu més fotos d'aquest monument · Carregueu una nova foto d'aquest monument                                          |
| Antic Col·legi dels Germans de la Salle, antiga Facultat de Lletres                                               | BCIL 2013 | Noucentisme, neogòtic 1923                                   | Tarragona C. Estanislau Figueres, 63                                                 | 41° 07′ 09″ N, 1° 14′ 48″ E / 41.119271°N,1.246626°E | IPA-12525 | Antic Col·legi-Internat dels Germans de la Salle · Vegeu més fotos d'aquest monument · Carregueu una nova foto d'aquest monument                     |
| Tabacalera, o Tabaquera, Fàbrica de Tabacs                                                                        | BCIL 2013 | Eclecticisme Miquel Quesada Navarro XX (1922)                | Tarragona Pg. de la Independència, 3-15                                              | 41° 06′ 53″ N, 1° 14′ 20″ E / 41.114813°N,1.238912°E | IPA-12526 | Tabacalera (Tarragona) · Vegeu més fotos d'aquest monument · Carregueu una nova foto d'aquest monument                                               |
| Junta Obres del Port                                                                                              | BCIL 2013 | Noucentisme XX (1923)                                        | Tarragona C. Anselm Clavé, 2 - pl. dels Carros                                       | 41° 06′ 38″ N, 1° 15′ 03″ E / 41.110424°N,1.250768°E | IPA-12527 | Junta Obres del Port (Tarragona) · Vegeu més fotos d'aquest monument · Carregueu una nova foto d'aquest monument                                     |
| Casa Joan Busquets Ferrer                                                                                         | BCIL 2013 | Noucentisme XX                                               | Tarragona C. de la Unió, 14                                                          | 41° 06′ 53″ N, 1° 15′ 07″ E / 41.114833°N,1.252071°E | IPA-12528 | Casa Joan Busquets Ferrer (Tarragona) · Vegeu més fotos d'aquest monument · Carregueu una nova foto d'aquest monument                                |
| Casa Atanasi Ramas                                                                                                | BCIL 2013 | Eclecticisme Josep M. Pujol de Barberà XX (1924)             | Tarragona C. Cristòfor Colom, 20                                                     | 41° 06′ 56″ N, 1° 14′ 53″ E / 41.115625°N,1.248083°E | IPA-12529 | Casa Atanasi Ramas (Tarragona) · Vegeu més fotos d'aquest monument · Carregueu una nova foto d'aquest monument                                       |
| Edifici d'Obres Públiques                                                                                         | BCIL 2013 | Historicisme XX (1918)                                       | Tarragona Pl. dels Carros, 2                                                         | 41° 06′ 37″ N, 1° 15′ 02″ E / 41.11022°N,1.250585°E  | IPA-12530 | Edifici d'Obres Públiques (Tarragona) · Vegeu més fotos d'aquest monument · Carregueu una nova foto d'aquest monument                                |
| Edifici Caixa de Pensions de Catalunya, ex-Ràdio Tarragona, antic edifici Caixa de Pensions, Caixa de Manresa     | BCIL 2013 | Noucentisme Enric Sagnier Villavechia XX (1926)              | Tarragona Rambla Nova, 77                                                            | 41° 06′ 58″ N, 1° 15′ 07″ E / 41.116227°N,1.251932°E | IPA-12531 | Edifici Caixa de Pensions de Catalunya (Tarragona) · Vegeu més fotos d'aquest monument · Carregueu una nova foto d'aquest monument                   |
| Edifici Llibreria La Rambla                                                                                       | BCIL 2013 | Modernisme Josep M. Pujol de Barberà XX (1927)               | Tarragona Rambla Nova, 97                                                            | 41° 07′ 01″ N, 1° 15′ 02″ E / 41.116943°N,1.250435°E | IPA-12532 | Edifici Llibreria La Rambla (Tarragona) · Vegeu més fotos d'aquest monument · Carregueu una nova foto d'aquest monument                              |
| Edifici Banc d'Espanya                                                                                            | BCIL 2013 | Monumentalisme academicista XX (1928)                        | Tarragona Rambla Nova, 101                                                           | 41° 07′ 01″ N, 1° 15′ 00″ E / 41.117072°N,1.250124°E | IPA-12533 | Edifici Banc d'Espanya (Tarragona) · Vegeu més fotos d'aquest monument · Carregueu una nova foto d'aquest monument                                   |
| Edifici de la Punxa o Casa Escorsa, Cambra de Comerç                                                              | BCIL 2013 | Noucentisme XX (1928)                                        | Tarragona Rambla Nova, 103                                                           | 41° 07′ 03″ N, 1° 14′ 57″ E / 41.117476°N,1.24925°E  | IPA-12534 | Edifici de la Punxa (Tarragona) · Vegeu més fotos d'aquest monument · Carregueu una nova foto d'aquest monument                                      |
| Casa d'Antoni Rosell Fortuny                                                                                      | BCIL 2013 | Noucentisme Francesc de Paula Morera Gatell XX (1930)        | Tarragona Rambla Nova, 2                                                             | 41° 06′ 49″ N, 1° 15′ 22″ E / 41.113584°N,1.256127°E | IPA-12535 | Casa d'Antoni Rosell Fortuny (Tarragona) · Vegeu més fotos d'aquest monument · Carregueu una nova foto d'aquest monument                             |
| Preventori de la Savinosa                                                                                         | BCIL 2013 | Obra popular XX (1928)                                       | Tarragona Via Augusta, entre les platges de la Savinosa i l'Arrabassada              | 41° 07′ 17″ N, 1° 16′ 52″ E / 41.121521°N,1.281098°E | IPA-12536 | Preventori de la Savinosa (Tarragona) · Vegeu més fotos d'aquest monument · Carregueu una nova foto d'aquest monument                                |
| Casa Francesc Vila, Casa Sans                                                                                     | BCIL 2013 | Noucentisme Antoni Pujol Sevil XX (1929)                     | Tarragona Rambla Nova, 9                                                             | 41° 06′ 51″ N, 1° 15′ 21″ E / 41.114235°N,1.255899°E | IPA-12538 | Casa Francesc Vila (Tarragona) · Vegeu més fotos d'aquest monument · Carregueu una nova foto d'aquest monument                                       |
| Casa Josep Antoni Nel·lo, Perfumeria Micó, Tenda Antoni Gavaldà, Baixos de la Casa Vilar                          | BCIL 2013 | Art Déco XX                                                  | Tarragona Rambla Nova, 62                                                            | 41° 06′ 56″ N, 1° 15′ 08″ E / 41.115476°N,1.252299°E | IPA-12539 | Casa Josep Antoni Nel·lo (Tarragona) · Vegeu més fotos d'aquest monument · Carregueu una nova foto d'aquest monument                                 |
| Institut Vidal Barraquer, Institut Politècnic, ex-Escola del Treball, ex-Escola de Maestria Industrial            | BCIL 2013 | Racionalisme XX (1944)                                       | Tarragona Ptge. Soler Morey - Av. d'Andorra, 2-4                                     | 41° 07′ 12″ N, 1° 14′ 40″ E / 41.120067°N,1.2444°E   | IPA-12541 | Institut Vidal Barraquer (Tarragona) · Vegeu més fotos d'aquest monument · Carregueu una nova foto d'aquest monument                                 |
| Banc Vitalici | BCIL 2013 | Racionalisme XX (1940)                                       | Tarragona Pl. Prim, 4-5                                                              | 41° 06′ 47″ N, 1° 15′ 02″ E / 41.112966°N,1.250618°E | IPA-12542 | Banc Vitalici (Tarragona) · Vegeu més fotos d'aquest monument · Carregueu una nova foto d'aquest monument                                            |
| Torre de Pilar Fonts Barberà, xalet                                                                               | BCIL 2013 | Noucentisme Pau Monguió Segura XX (1929)                     | Tarragona Via Augusta, 32                                                            | 41° 06′ 59″ N, 1° 15′ 39″ E / 41.116472°N,1.260866°E | IPA-12543 | Torre de Pilar Fonts Barberà (Tarragona) · Vegeu més fotos d'aquest monument · Carregueu una nova foto d'aquest monument                             |
| Edifici d'habitatges al carrer Unió, 39                                                                           | BCIL 2013 | Racionalisme XX (1940)                                       | Tarragona C. Unió, 39                                                                | 41° 06′ 50″ N, 1° 15′ 04″ E / 41.113946°N,1.251071°E | IPA-12544 | Edifici d'habitatges al carrer Unió, 39 (Tarragona) · Vegeu més fotos d'aquest monument · Carregueu una nova foto d'aquest monument                  |
| Casa Bloc o Alegria i Repòs                                                                                       | BCIL 2013 | Racionalisme XX (1940)                                       | Tarragona C. Marquès de Guad-el-Jelú, 1-10                                           | 41° 07′ 17″ N, 1° 14′ 35″ E / 41.121259°N,1.243188°E | IPA-12545 | Casa Bloc (Tarragona) · Vegeu més fotos d'aquest monument · Carregueu una nova foto d'aquest monument                                                |
| Casa Francesc Barba i Joan Tuset, Farmàcia Sanromà                                                                | BCIL 2013 | Racionalisme XX                                              | Tarragona C. de la Unió, 17                                                          | 41° 06′ 54″ N, 1° 15′ 07″ E / 41.11495°N,1.251894°E  | IPA-12546 | Casa Francesc Barba i Joan Tuset (Tarragona) · Vegeu més fotos d'aquest monument · Carregueu una nova foto d'aquest monument                         |
| Presó provincial                                                                                                  | BCIL 2013 | Obra popular XX (1942)                                       | Tarragona Av. República Argentina, 2                                                 | 41° 07′ 21″ N, 1° 14′ 29″ E / 41.122435°N,1.241498°E | IPA-12550 | Presó provincial (Tarragona) · Vegeu més fotos d'aquest monument · Carregueu una nova foto d'aquest monument                                         |
| Institut Provincial de Sanitat, Delegació Provincial de Sanitat                                                   | BCIL 2013 | Monumentalisme academicista XX (1945)                        | Tarragona Av. Maria Cristina, 54                                                     | 41° 07′ 14″ N, 1° 15′ 19″ E / 41.120673°N,1.255327°E | IPA-12551 | Institut Provincial de Sanitat (Tarragona) · Vegeu més fotos d'aquest monument · Carregueu una nova foto d'aquest monument                           |
| Biblioteca Pública, Casa de Cultura, Biblioteca Provincial, ex-Col·legi Residència B.V.M.                         | BCIL 2013 | Monumentalisme academicista XX (1946)                        | Tarragona C. Fortuny, 30 - c. Gasòmetre                                              | 41° 06′ 49″ N, 1° 15′ 00″ E / 41.113742°N,1.250009°E | IPA-12552 | Biblioteca Pública (Tarragona) · Vegeu més fotos d'aquest monument · Carregueu una nova foto d'aquest monument                                       |
| Mútua d'Accidents de Treball de Tarragona                                                                         | BCIL 2013 | Monumentalisme academicista XX (1950)                        | Tarragona C. Estanislau Figueres, 23                                                 | 41° 07′ 05″ N, 1° 15′ 02″ E / 41.118095°N,1.250483°E | IPA-12553 | Mútua d'Accidents de Treball de Tarragona · Vegeu més fotos d'aquest monument · Carregueu una nova foto d'aquest monument                            |
| Edifici d'habitatges de La Caixa                                                                                  | BCIL 2013 | Monumentalisme academicista XX (1951)                        | Tarragona Rambla Nova, 100                                                           | 41° 07′ 00″ N, 1° 14′ 57″ E / 41.116793°N,1.249244°E | IPA-12554 | Edifici d'habitatges de La Caixa (Tarragona) · Vegeu més fotos d'aquest monument · Carregueu una nova foto d'aquest monument                         |
| Grup d'habitatges Verge del Carme                                                                                 | BCIL 2013 | Racionalisme XX (1954)                                       | Tarragona C. Salou, 6                                                                | 41° 06′ 34″ N, 1° 14′ 20″ E / 41.109345°N,1.238875°E | IPA-12555 | Grup d'habitatges Verge del Carme (Tarragona) · Vegeu més fotos d'aquest monument · Carregueu una nova foto d'aquest monument                        |
| Edifici Universitat Rovira i Virgili, o ex-Col·legi La Salle                                                      |           | Monumentalisme academicista XX (1923)                        | Tarragona Pl. Imperial Tàrraco, 1                                                    | 41° 07′ 10″ N, 1° 14′ 46″ E / 41.119347°N,1.246229°E | IPA-12556 | Edifici Universitat Rovira i Virgili (Tarragona) · Vegeu més fotos d'aquest monument · Carregueu una nova foto d'aquest monument                     |
| Govern Civil, Subdelegació del Govern Central                                                                     | BCIL 2013 | Darreres tendències XX (1960)                                | Tarragona Pl. Imperial Tàrraco, 3                                                    | 41° 07′ 11″ N, 1° 14′ 41″ E / 41.11965°N,1.244835°E  | IPA-12557 | Govern Civil (Tarragona) · Vegeu més fotos d'aquest monument · Carregueu una nova foto d'aquest monument                                             |
| Creu de terme de Sant Antoni                                                                                      |           | Gòtic XIV, XVII (1604)                                       | Tarragona Pg. Sant Antoni                                                            | 41° 07′ 06″ N, 1° 15′ 39″ E / 41.118243°N,1.260868°E | IPA-12558 | Creu de terme de Sant Antoni (Tarragona) · Vegeu més fotos d'aquest monument · Carregueu una nova foto d'aquest monument                             |
| Aqüeducte |           | Obra popular                                                 | Tarragona                                                                            |                                                      | IPA-12561 | Carregueu una nova foto d'aquest monument |
| Aqüeducte de l'Oliva                                                                                              |           | Obra popular Romà, XIX                                       | Tarragona Av. Rovira i Virgili - ctra. del Cementiri                                 | 41° 07′ 22″ N, 1° 15′ 18″ E / 41.122659°N,1.254883°E | IPA-12562 | Carregueu una nova foto d'aquest monument |
| Mina de l'Arquebisbe, aqüeducte de l'Oliva                                                                        | BCIL 2013 | Obra popular XVIII                                           | Tarragona Carrer Arcades                                                             | 41° 07′ 19″ N, 1° 15′ 19″ E / 41.121967°N,1.255376°E | IPA-12563 | Mina de l'Arquebisbe (Tarragona) · Vegeu més fotos d'aquest monument · Carregueu una nova foto d'aquest monument                                     |
| Cementiri dels Jans, o Fossar laic                                                                                | BCIL 2013 | Obra popular XIX                                             | Tarragona Pg. Rafael de Casanova, 28                                                 | 41° 06′ 54″ N, 1° 16′ 04″ E / 41.115098°N,1.267904°E | IPA-12564 | Cementiri dels Jans (Tarragona) · Vegeu més fotos d'aquest monument · Carregueu una nova foto d'aquest monument                                      |
| Monument a Roger de Llúria                                                                                        | BCIL 2013 | Eclecticisme XIX                                             | Tarragona Pg. de les Palmeres                                                        | 41° 06′ 50″ N, 1° 15′ 23″ E / 41.113812°N,1.256366°E | IPA-12565 | Monument a Roger de Llúria (Tarragona) · Vegeu més fotos d'aquest monument · Carregueu una nova foto d'aquest monument                               |
| Rellotge del Moll                                                                                                 | BCIL 2013 | Eclecticisme XX (1921)                                       | Tarragona Pg. de l'Escullera - moll de Llevant                                       | 41° 06′ 27″ N, 1° 14′ 58″ E / 41.107464°N,1.249389°E | IPA-12566 | Rellotge del Moll (Tarragona) · Vegeu més fotos d'aquest monument · Carregueu una nova foto d'aquest monument                                        |
| Monument als Herois                                                                                               | BCIL 2013 | Noucentisme XX (1922)                                        | Tarragona Rambla Nova                                                                | 41° 07′ 00″ N, 1° 15′ 02″ E / 41.116538°N,1.250631°E | IPA-12567 | Monument als Herois (Tarragona) · Vegeu més fotos d'aquest monument · Carregueu una nova foto d'aquest monument                                      |
| Mas d'en Grimau                                                                                                   | BCIL 2013 | Gòtic, obra popular XIV                                      | Tarragona Camí al sud de la CN-340, a 700 m de la Torre dels Escipions               | 41° 07′ 53″ N, 1° 19′ 51″ E / 41.131262°N,1.330695°E | IPA-12568 | Carregueu una nova foto d'aquest monument |
| Mas Rabassa | BCIL 2013 | Obra popular XVIII                                           | Tarragona CN-340 a 500 m de la Ciutat Residencial                                    | 41° 07′ 57″ N, 1° 18′ 40″ E / 41.132607°N,1.311111°E | IPA-12569 | Mas Rabassa (Tarragona) · Vegeu més fotos d'aquest monument · Carregueu una nova foto d'aquest monument                                              |
| Mas del Frare | BCIL 2013 | Obra popular XV                                              | Tarragona Camí del mas que surt de la CL de Pont d'Armentera                         | 41° 09′ 28″ N, 1° 15′ 22″ E / 41.157657°N,1.256146°E | IPA-12571 | Carregueu una nova foto d'aquest monument |
| Mas d'en Jover, o Jové                                                                                            | BCIL 2021 | Gòtic, obra popular XVI                                      | Tarragona Camí del Catllar, a 500 m. al nord de l'autopista                          | 41° 08′ 41″ N, 1° 20′ 33″ E / 41.144664°N,1.342497°E | IPA-12572 | Carregueu una nova foto d'aquest monument |
| Mas dels Arcs, Mas de l'Angel o Mas de les Farreres                                                               | BCIL 2013 | Obra popular XVII, XX                                        | Tarragona Camí del Mas, a 1000 m. de la CN-240                                       | 41° 09′ 03″ N, 1° 14′ 55″ E / 41.150938°N,1.248495°E | IPA-12573 | Mas dels Arcs (Tarragona) · Vegeu més fotos d'aquest monument · Carregueu una nova foto d'aquest monument                                            |
| Mas Vell | BCIL 2013 | Obra popular XVIII, XIX                                      | Tarragona Camí del Mas Vell a l'oest del cementiri del Ferran                        | 41° 09′ 02″ N, 1° 20′ 12″ E / 41.150478°N,1.336536°E | IPA-12574 | Carregueu una nova foto d'aquest monument |
| Mas Maneguet, o Mas Manequet                                                                                      | BCIL 2013 | Gòtic, obra popular                                          | Tarragona Camí del Mas Clarà a 3 km de la CL del Catllar                             | 41° 09′ 17″ N, 1° 19′ 26″ E / 41.154628°N,1.323953°E | IPA-12575 | Carregueu una nova foto d'aquest monument |
| Mas d'en Pastor                                                                                                   | BCIL 2013 | Obra popular XVIII                                           | Tarragona Camí del Mas que surt de la CL dels Pallaresos                             | 41° 09′ 19″ N, 1° 15′ 57″ E / 41.155182°N,1.265817°E | IPA-12576 | Carregueu una nova foto d'aquest monument |
| Mas Marquès | BCIL 2013 | Obra popular XVIII                                           | Tarragona Urbanització Mas Marqués                                                   | 41° 08′ 11″ N, 1° 20′ 41″ E / 41.136364°N,1.344684°E | IPA-12577 | Carregueu una nova foto d'aquest monument |
| Mas del Mèdol | BCIL 2013 | Obra popular XVIII                                           | Tarragona Camí del Mas de Cusidó a 300 m. de la CN-340                               | 41° 08′ 15″ N, 1° 19′ 56″ E / 41.137598°N,1.332226°E | IPA-12578 | Carregueu una nova foto d'aquest monument |
| Mas de la Pubilla                                                                                                 | BCIL 2013 | Obra popular XVIII                                           | Tarragona CL del Catllar                                                             | 41° 08′ 25″ N, 1° 18′ 40″ E / 41.140146°N,1.311144°E | IPA-12579 | Mas de la Pubilla (Tarragona) · Vegeu més fotos d'aquest monument · Carregueu una nova foto d'aquest monument                                        |
| Mas d'en Garrot                                                                                                   | BCIL 2013 | Obra popular XIX                                             | Tarragona Camí del Mas que surt de barri de Sant Salvador                            | 41° 09′ 25″ N, 1° 15′ 26″ E / 41.157009°N,1.257184°E | IPA-12580 | Carregueu una nova foto d'aquest monument |
| Mas de les Costes                                                                                                 | BCIL 2013 | Obra popular XIX                                             | Tarragona C. de Tamarit a la CN-340                                                  | 41° 08′ 16″ N, 1° 21′ 20″ E / 41.137815°N,1.355466°E | IPA-12581 | Carregueu una nova foto d'aquest monument |
| Mas de la Comella, Mas d'en Morató                                                                                | BCIL 2013 | Obra popular XIX                                             | Tarragona Camí del mas que surt al km 3 de la ctra. dels Pallaresos                  | 41° 08′ 40″ N, 1° 16′ 22″ E / 41.144485°N,1.272664°E | IPA-12582 | Carregueu una nova foto d'aquest monument |
| Mas Vila | BCIL 2013 | Obra popular XIX                                             | Tarragona Urbanització Boscos de Tarragona                                           | 41° 08′ 14″ N, 1° 17′ 36″ E / 41.137096°N,1.293299°E | IPA-12583 | Carregueu una nova foto d'aquest monument |
| Mas Granell | BCIL 2013 | Eclecticisme XIX                                             | Tarragona Camí del Mas que surt del Km 4 de la CL dels Pallaresos                    | 41° 08′ 56″ N, 1° 15′ 16″ E / 41.148974°N,1.254374°E | IPA-12584 | Carregueu una nova foto d'aquest monument |
| Mas d'en Rafael                                                                                                   | BCIL 2013 | Obra popular XIX                                             | Tarragona Camí del mas que surt de la CL del Catllar                                 | 41° 09′ 35″ N, 1° 18′ 11″ E / 41.159638°N,1.303023°E | IPA-12585 | Carregueu una nova foto d'aquest monument |
| Mas d'en Bonet | BCIL 2013 | Eclecticisme XX                                              | Tarragona Carretera N-240 km. 1 (davant de la Creu Roja)                             | 41° 07′ 59″ N, 1° 14′ 18″ E / 41.133101°N,1.238278°E | IPA-12586 | Mas d'en Bonet (Tarragona) · Vegeu més fotos d'aquest monument · Carregueu una nova foto d'aquest monument                                           |
| Mas d'en Sorder                                                                                                   | BCIL 2013 | Modernisme XX (1913)                                         | Tarragona Ctra. del Catllar, km 4                                                    | 41° 08′ 57″ N, 1° 19′ 05″ E / 41.149111°N,1.318040°E | IPA-12588 | Mas d'en Sorder (Tarragona) · Vegeu més fotos d'aquest monument · Carregueu una nova foto d'aquest monument                                          |
| Mare Internum o Mas Bonet                                                                                         | BCIL 2013 | Obra popular XX (1944)                                       | Tarragona Pg. Rafael de Casanova                                                     | 41° 06′ 49″ N, 1° 16′ 12″ E / 41.113629°N,1.270064°E | IPA-12589 | Mare Internum (Tarragona) · Vegeu més fotos d'aquest monument · Carregueu una nova foto d'aquest monument                                            |
| Capella de Santa Maria de Ferran                                                                                  | BCIL 2013 | Obra popular XIX                                             | Tarragona C. Pau Segur, 12                                                           | 41° 08′ 43″ N, 1° 21′ 31″ E / 41.145214°N,1.358729°E | IPA-12590 | Capella de Santa Maria de Ferran (Tarragona) · Vegeu més fotos d'aquest monument · Carregueu una nova foto d'aquest monument                         |
| Cementiri de Ferran                                                                                               | BCIL 2013 | Obra popular XIX                                             | Tarragona A 1.000 m al nord de Ferran                                                | 41° 08′ 55″ N, 1° 21′ 21″ E / 41.148529°N,1.355723°E | IPA-12591 | Cementiri de Ferran (Tarragona) · Vegeu més fotos d'aquest monument · Carregueu una nova foto d'aquest monument                                      |
| Molí de l'Horta                                                                                                   | BCIL 2021 | Obra popular XVIII-XX                                        | Tarragona En un descampat a la dreta del riu Francolí                                | 41° 08′ 09″ N, 1° 13′ 47″ E / 41.135726°N,1.229629°E | IPA-13349 | Carregueu una nova foto d'aquest monument |
| Molí del Mas d'en Folch, o Molinet de Mas Mascaró                                                                 |           | Obra popular XVIII                                           | Tarragona En un descampat a la dreta del riu Francolí                                | 41° 08′ 49″ N, 1° 14′ 07″ E / 41.14704°N,1.235361°E  | IPA-13350 | Carregueu una nova foto d'aquest monument |
| Molí del Pas | BCIL 2013 | Obra popular                                                 | Tarragona En un descampat a la dreta del riu Gaià                                    | 41° 08′ 25″ N, 1° 21′ 38″ E / 41.140319°N,1.360467°E | IPA-13351 | Carregueu una nova foto d'aquest monument |
| Casa Maria Montserrat, Pluvinet, Casa Josep Verderol                                                              | BCIL 2013 | XIX                                                          | Tarragona Rambla Nova, 40                                                            | 41° 06′ 53″ N, 1° 15′ 14″ E / 41.114835°N,1.253911°E | IPA-30875 | Casa Maria Montserrat (Tarragona) · Vegeu més fotos d'aquest monument · Carregueu una nova foto d'aquest monument                                    |
| Fortí del Llorito                                                                                                 |           | XVII-XVIII                                                   | Tarragona Accés des de la ctra. CN-340                                               | 41° 08′ 09″ N, 1° 16′ 25″ E / 41.135881°N,1.273560°E | IPA-41423 | Fortí del Llorito (Tarragona) · Vegeu més fotos d'aquest monument · Carregueu una nova foto d'aquest monument                                        |
| Fortí de l'Oliva                                                                                                  |           | XVII                                                         | Tarragona Al nord-oest del conjunt històric (enderrocat)                             | 41° 07′ 40″ N, 1° 15′ 10″ E / 41.127684°N,1.252730°E | IPA-41424 | Carregueu una nova foto d'aquest monument |
| Torre de Monnars, Ca Madró de Monnars                                                                             |           | XIV-XV                                                       | Tarragona Carrer Major, 18; Monnars                                                  | 41° 08′ 08″ N, 1° 18′ 21″ E / 41.135620°N,1.305737°E | IPA-41425 | Torre de Monnars (Tarragona) · Vegeu més fotos d'aquest monument · Carregueu una nova foto d'aquest monument                                         |
| Torre d'en Seguer o Torre Segur                                                                                   |           |                                                              | Tarragona Tamarit                                                                    | 41° 07′ 47″ N, 1° 21′ 35″ E / 41.129627°N,1.359584°E | IPA-41426 | Carregueu una nova foto d'aquest monument |
| La Torreforta |           |                                                              | Tarragona C. Francolí, barri de Torreforta                                           | 41° 07′ 10″ N, 1° 13′ 12″ E / 41.119444°N,1.22°E     | IPA-41427 | La Torreforta (Tarragona) · Vegeu més fotos d'aquest monument · Carregueu una nova foto d'aquest monument                                            |
| Torre Mas dels Canonges                                                                                           | BCIL 2021 |                                                              | Tarragona                                                                            | 41° 06′ 18″ N, 1° 12′ 32″ E / 41.104904°N,1.208771°E | IPA-41428 | Mas dels Canonges (Tarragona) · Vegeu més fotos d'aquest monument · Carregueu una nova foto d'aquest monument                                        |
| Aqüeducte de la Font del Llorito, aqüeducte de les Moreques                                                       | BCIL 2013 | XVII                                                         | Tarragona Camí del Nàstic. Barranc de Terres Cavades                                 | 41° 07′ 25″ N, 1° 15′ 42″ E / 41.123631°N,1.261727°E | IPA-42405 | Aqüeducte de la Font del Llorito (Tarragona) · Vegeu més fotos d'aquest monument · Carregueu una nova foto d'aquest monument                         |
| Casa Magdalena Mercadé                                                                                            | BCIL 2013 | XIX                                                          | Tarragona Rambla Nova, 44                                                            | 41° 06′ 53″ N, 1° 15′ 13″ E / 41.114857°N,1.253618°E | IPA-42327 | Casa Magdalena Mercadé (Tarragona) · Vegeu més fotos d'aquest monument · Carregueu una nova foto d'aquest monument                                   |
| Casa José Morera i Llaurador                                                                                      | BCIL 2013 | XIX                                                          | Tarragona Rambla Nova, 14                                                            | 41° 06′ 50″ N, 1° 15′ 20″ E / 41.113902°N,1.255628°E | IPA-42348 | Casa José Morera i Llaurador (Tarragona) · Vegeu més fotos d'aquest monument · Carregueu una nova foto d'aquest monument                             |
| Casa Teixidor Rimbau                                                                                              | BCIL 2013 | XIX                                                          | Tarragona Rambla Nova, 18                                                            | 41° 06′ 50″ N, 1° 15′ 20″ E / 41.114002°N,1.255420°E | IPA-42349 | Casa Teixidor Rimbau (Tarragona) · Vegeu més fotos d'aquest monument · Carregueu una nova foto d'aquest monument                                     |
| Casa Martí Ribé                                                                                                   | BCIL 2013 | XIX                                                          | Tarragona Rambla Nova, 22 - c. Roger de Llúria, 1-3                                  | 41° 06′ 51″ N, 1° 15′ 18″ E / 41.114185°N,1.255046°E | IPA-42350 | Casa Martí Ribé (Tarragona) · Vegeu més fotos d'aquest monument · Carregueu una nova foto d'aquest monument                                          |
| Casa Martí Verdú Escarrà                                                                                          | BCIL 2013 | XIX                                                          | Tarragona Rambla Nova, 24                                                            | 41° 06′ 51″ N, 1° 15′ 18″ E / 41.11424°N,1.25492°E   | IPA-42351 | Casa Martí Verdú Escarrà (Tarragona) · Vegeu més fotos d'aquest monument · Carregueu una nova foto d'aquest monument                                 |
| Casa Francesc Güell                                                                                               | BCIL 2013 | XX                                                           | Tarragona Rambla Nova, 27                                                            | 41° 06′ 53″ N, 1° 15′ 19″ E / 41.114584°N,1.255169°E | IPA-42352 | Casa Francesc Güell (Tarragona) · Vegeu més fotos d'aquest monument · Carregueu una nova foto d'aquest monument                                      |
| Casa Ramon Ravel                                                                                                  | BCIL 2013 | XIX                                                          | Tarragona Rambla Nova, 42                                                            | 41° 06′ 53″ N, 1° 15′ 13″ E / 41.114810°N,1.253749°E | IPA-42353 | Casa Ramon Ravel (Tarragona) · Vegeu més fotos d'aquest monument · Carregueu una nova foto d'aquest monument                                         |
| Casa Gabriel Vives i Bella                                                                                        | BCIL 2013 | XIX                                                          | Tarragona Rambla Nova, 48                                                            | 41° 06′ 54″ N, 1° 15′ 12″ E / 41.114976°N,1.253396°E | IPA-42354 | Casa Gabriel Vives i Bella (Tarragona) · Vegeu més fotos d'aquest monument · Carregueu una nova foto d'aquest monument                               |
| Casa Dolores Melendres                                                                                            | BCIL 2013 | XIX                                                          | Tarragona Rambla Nova, 50                                                            | 41° 06′ 54″ N, 1° 15′ 12″ E / 41.115024°N,1.253294°E | IPA-42355 | Casa Dolores Melendres (Tarragona) · Vegeu més fotos d'aquest monument · Carregueu una nova foto d'aquest monument                                   |
| Cases de Raimunda Aleu Sans i Concepció Tost Morera                                                               | BCIL 2013 | XIX                                                          | Tarragona Rambla Nova, 51-53                                                         | 41° 06′ 55″ N, 1° 15′ 13″ E / 41.11537°N,1.25355°E   | IPA-42356 | Cases de Raimunda Aleu Sans i Concepció Tost Morera (Tarragona) · Vegeu més fotos d'aquest monument · Carregueu una nova foto d'aquest monument      |
| Casa Domingo | BCIL 2013 |                                                              | Tarragona Rambla Nova, 54 - c. Mendez Núñez, 1-3                                     | 41° 06′ 54″ N, 1° 15′ 11″ E / 41.11513°N,1.25305°E   | IPA-42357 | Casa Domingo (Tarragona) · Vegeu més fotos d'aquest monument · Carregueu una nova foto d'aquest monument                                             |
| Casa Francesc Bru Rius, Forn Pere Roque Tomás                                                                     | BCIL 2013 | XIX                                                          | Tarragona Casa Francesc Bru Rius                                                     | 41° 06′ 56″ N, 1° 15′ 07″ E / 41.11563°N,1.25203°E   | IPA-42358 | Casa Francesc Bru Rius (Tarragona) · Vegeu més fotos d'aquest monument · Carregueu una nova foto d'aquest monument                                   |
| Casa Tomàs Rosell                                                                                                 | BCIL 2013 | Eclecticisme XIX                                             | Tarragona Rambla Nova, 65 - c. Sant Francesc, 23                                     | 41° 06′ 57″ N, 1° 15′ 09″ E / 41.115828°N,1.252587°E | IPA-42359 | Casa Tomàs Rosell (Tarragona) · Vegeu més fotos d'aquest monument · Carregueu una nova foto d'aquest monument                                        |
| Casa Juan Dalmau, Casa Concepció Serra vídua de Dalmau                                                            | BCIL 2013 | XIX                                                          | Tarragona Rambla Nova, 73                                                            | 41° 06′ 58″ N, 1° 15′ 08″ E / 41.116036°N,1.252156°E | IPA-42360 | Casa Juan Dalmau (Tarragona) · Vegeu més fotos d'aquest monument · Carregueu una nova foto d'aquest monument                                         |
| Institut Nacional de la Salut, Tresoreria General de la Seguretat Social                                          | BCIL 2013 | XX                                                           | Tarragona C. d'en Canyelles, 2-4 - Rambla Nova                                       | 41° 06′ 59″ N, 1° 15′ 02″ E / 41.116263°N,1.250522°E | IPA-42361 | Institut Nacional de la Salut (Tarragona) · Vegeu més fotos d'aquest monument · Carregueu una nova foto d'aquest monument                            |
| Hospital de Sant Pau i Santa Tecla                                                                                | BCIL 2013 | XVI                                                          | Tarragona Rambla Vella, 14-16                                                        | 41° 06′ 59″ N, 1° 15′ 18″ E / 41.116389°N,1.254947°E | IPA-42362 | Hospital de Sant Pau i Santa Tecla (Tarragona) · Vegeu més fotos d'aquest monument · Carregueu una nova foto d'aquest monument                       |
| Carrer d'Espinach                                                                                                 | BCIL 2013 |                                                              | Tarragona C. Espinach                                                                | 41° 06′ 36″ N, 1° 14′ 27″ E / 41.110135°N,1.240705°E | IPA-42363 | Carrer d'Espinach (Tarragona) · Vegeu més fotos d'aquest monument · Carregueu una nova foto d'aquest monument                                        |
| Balcó del Mediterrani                                                                                             | BCIL 2013 |                                                              | Tarragona Rambla Nova                                                                | 41° 06′ 49″ N, 1° 15′ 23″ E / 41.113733°N,1.256485°E | IPA-42364 | Balcó del Mediterrani (Tarragona) · Vegeu més fotos d'aquest monument · Carregueu una nova foto d'aquest monument                                    |
| Carrer de la Unió                                                                                                 | BCIL 2013 |                                                              | Tarragona C. Unió                                                                    | 41° 06′ 52″ N, 1° 15′ 06″ E / 41.114537°N,1.251702°E | IPA-42365 | Carrer de la Unió (Tarragona) · Vegeu més fotos d'aquest monument · Carregueu una nova foto d'aquest monument                                        |
| Escales de Roger de Llúria                                                                                        | BCIL 2013 | XX                                                           | Tarragona C. Pons d'Icart - c. Roger de Llúria                                       | 41° 06′ 47″ N, 1° 15′ 15″ E / 41.112991°N,1.254107°E | IPA-42366 | Escales de Roger de Llúria (Tarragona) · Vegeu més fotos d'aquest monument · Carregueu una nova foto d'aquest monument                               |
| Carrer del Comte de Rius                                                                                          | BCIL 2013 |                                                              | Tarragona C. del Comte de Rius                                                       | 41° 06′ 58″ N, 1° 15′ 14″ E / 41.116122°N,1.253864°E | IPA-42367 | Carrer del Comte de Rius (Tarragona) · Vegeu més fotos d'aquest monument · Carregueu una nova foto d'aquest monument                                 |
| Carrer de Sant Agustí                                                                                             | BCIL 2013 |                                                              | Tarragona C. Sant Agustí                                                             | 41° 06′ 56″ N, 1° 15′ 18″ E / 41.115570°N,1.254947°E | IPA-42368 | Carrer de Sant Agustí (Tarragona) · Vegeu més fotos d'aquest monument · Carregueu una nova foto d'aquest monument                                    |
| Plaça de Mossèn Cinto Verdaguer                                                                                   | BCIL 2013 |                                                              | Tarragona Pl. Mossèn Cinto Verdaguer                                                 | 41° 06′ 55″ N, 1° 15′ 19″ E / 41.115387°N,1.255287°E | IPA-42369 | Plaça de Mossèn Cinto Verdaguer (Tarragona) · Vegeu més fotos d'aquest monument · Carregueu una nova foto d'aquest monument                          |
| Carrer Méndez Núñez                                                                                               | BCIL 2013 |                                                              | Tarragona C. Méndez Núñez                                                            | 41° 06′ 52″ N, 1° 15′ 09″ E / 41.11452°N,1.25263°E   | IPA-42370 | Carregueu una nova foto d'aquest monument |
| Casa Panasachs | BCIL 2013 | XIX                                                          | Tarragona C. Apodaca, 27                                                             | 41° 06′ 39″ N, 1° 15′ 00″ E / 41.11082°N,1.25011°E   | IPA-42371 | Casa Panasachs (Tarragona) · Vegeu més fotos d'aquest monument · Carregueu una nova foto d'aquest monument                                           |
| Far de la Banya                                                                                                   | BCIL 2013 | XIX                                                          | Tarragona Moll de Llevant                                                            | 41° 05′ 15″ N, 1° 13′ 33″ E / 41.087530°N,1.225897°E | IPA-42372 | Far de la Banya (Tarragona) · Vegeu més fotos d'aquest monument · Carregueu una nova foto d'aquest monument                                          |
| Plaça dels Infants                                                                                                | BCIL 2013 | XX                                                           | Tarragona Pl. Infants                                                                | 41° 06′ 42″ N, 1° 14′ 42″ E / 41.111750°N,1.245117°E | IPA-42373 | Plaça dels Infants (Tarragona) · Vegeu més fotos d'aquest monument · Carregueu una nova foto d'aquest monument                                       |
| Tinglados del Moll                                                                                                | BCIL 2013 | XIX                                                          | Tarragona Moll de Costa                                                              | 41° 06′ 35″ N, 1° 14′ 49″ E / 41.109679°N,1.246807°E | IPA-42374 | Tinglados del Moll (Tarragona) · Vegeu més fotos d'aquest monument · Carregueu una nova foto d'aquest monument                                       |
| Conjunt d'habitatges a la plaça Prim, 1-3                                                                         | BCIL 2013 | XIX                                                          | Tarragona Pl. Prim, 1-3                                                              | 41° 06′ 47″ N, 1° 15′ 04″ E / 41.11317°N,1.25111°E   | IPA-42375 | Conjunt d'habitatges a la plaça Prim, 1-3 (Tarragona) · Vegeu més fotos d'aquest monument · Carregueu una nova foto d'aquest monument                |
| Escales de la Baixada del Toro                                                                                    | BCIL 2013 |                                                              | Tarragona Baixada del Toro                                                           | 41° 06′ 49″ N, 1° 15′ 22″ E / 41.113546°N,1.256190°E | IPA-42376 | Escales de la Baixada del Toro (Tarragona) · Vegeu més fotos d'aquest monument · Carregueu una nova foto d'aquest monument                           |
| Magatzems de Muller, Grup Tainco                                                                                  | BCIL 2013 | XX                                                           | Tarragona C. Jaume I, 57                                                             | 41° 06′ 43″ N, 1° 14′ 38″ E / 41.111975°N,1.243808°E | IPA-42377 | Magatzems de Muller (Tarragona) · Vegeu més fotos d'aquest monument · Carregueu una nova foto d'aquest monument                                      |
| Escales del carrer dels Rebolledo                                                                                 | BCIL 2013 | XX                                                           | Tarragona C. Rebolledo - c. Sant Magí                                                | 41° 06′ 45″ N, 1° 15′ 00″ E / 41.112630°N,1.250110°E | IPA-42378 | Escales del carrer dels Rebolledo (Tarragona) · Vegeu més fotos d'aquest monument · Carregueu una nova foto d'aquest monument                        |
| Escales del carrer Castaños                                                                                       | BCIL 2013 | XX                                                           | Tarragona C. Castaños - c. Dr. Zamenhof                                              | 41° 06′ 46″ N, 1° 14′ 49″ E / 41.11267°N,1.24686°E   | IPA-42379 | Carregueu una nova foto d'aquest monument |
| Conjunt d'illes de cases dels carrer Sant Pere i Gravina                                                          | BCIL 2013 |                                                              | Tarragona C. Gravina, 1-23 i 2-14 - c. Sant Pere, 1-19 i 2-24                        | 41° 06′ 37″ N, 1° 14′ 32″ E / 41.110242°N,1.242133°E | IPA-42380 | Conjunt d'illes de cases dels carrer Sant Pere i Gravina (Tarragona) · Vegeu més fotos d'aquest monument · Carregueu una nova foto d'aquest monument |
| Escales del Cap de Cavall                                                                                         | BCIL 2013 | XX                                                           | Tarragona C. Cartagena, 1-2 - c. d'Apodaca                                           | 41° 06′ 44″ N, 1° 15′ 02″ E / 41.112242°N,1.250483°E | IPA-42381 | Escales del Cap de Cavall (Tarragona) · Vegeu més fotos d'aquest monument · Carregueu una nova foto d'aquest monument                                |
| Les Cent Escales                                                                                                  | BCIL 2013 | XX                                                           | Tarragona C. del Vapor - c. Dr. Zamenhof                                             | 41° 06′ 47″ N, 1° 14′ 44″ E / 41.113016°N,1.245688°E | IPA-42383 | Les Cent Escales (Tarragona) · Vegeu més fotos d'aquest monument · Carregueu una nova foto d'aquest monument                                         |
| Escultura de Mercuri                                                                                              | BCIL 2013 | XX                                                           | Tarragona Pl. dels Carros                                                            | 41° 06′ 37″ N, 1° 15′ 00″ E / 41.110318°N,1.250005°E | IPA-42384 | Escultura de Mercuri (Tarragona) · Vegeu més fotos d'aquest monument · Carregueu una nova foto d'aquest monument                                     |
| Xemeneia | BCIL 2013 |                                                              | Tarragona Pl. General Domènec Batet i Mestre                                         | 41° 06′ 42″ N, 1° 14′ 24″ E / 41.111781°N,1.239863°E | IPA-42385 | Xemeneia (Tarragona) · Vegeu més fotos d'aquest monument · Carregueu una nova foto d'aquest monument                                                 |
| Audiència, Palau de Justícia                                                                                      | BCIL 2013 | XX                                                           | Tarragona C. la Popular, 1 - c. Orleans - av. President Companys - c. President Irla | 41° 07′ 12″ N, 1° 14′ 34″ E / 41.119897°N,1.242769°E | IPA-42386 | Audiència (Tarragona) · Vegeu més fotos d'aquest monument · Carregueu una nova foto d'aquest monument                                                |
| Camp de Mart | BCIL 2013 |                                                              | Tarragona Av. Catalunya - Av. Maria Cristina                                         | 41° 07′ 10″ N, 1° 15′ 17″ E / 41.119418°N,1.254688°E | IPA-42387 | Camp de Mart (Tarragona) · Vegeu més fotos d'aquest monument · Carregueu una nova foto d'aquest monument                                             |
| Col·legi Sant Pau Apòstol                                                                                         | BCIL 2013 |                                                              | Tarragona Pg. de Torroja, 1                                                          | 41° 07′ 17″ N, 1° 15′ 28″ E / 41.121462°N,1.257728°E | IPA-42388 | Col·legi Sant Pau Apòstol (Tarragona) · Vegeu més fotos d'aquest monument · Carregueu una nova foto d'aquest monument                                |
| Capella del Mas de l'Orobió                                                                                       | BCIL 2013 |                                                              | Tarragona C. del Baró Pierre Courbertin                                              | 41° 07′ 28″ N, 1° 13′ 12″ E / 41.124520°N,1.220008°E | IPA-42389 | Capella del Mas de l'Orobió (Tarragona) · Vegeu més fotos d'aquest monument · Carregueu una nova foto d'aquest monument                              |
| Universitat Laboral                                                                                               | BCIL 2013 | XX                                                           | Tarragona                                                                            | 41° 06′ 11″ N, 1° 12′ 05″ E / 41.102970°N,1.201296°E | IPA-42390 | Carregueu una nova foto d'aquest monument |
| Mas de Mansió, o Mas de Menció                                                                                    | BCIL 2013 |                                                              | Tarragona Barri de Riuclar                                                           | 41° 07′ 33″ N, 1° 13′ 14″ E / 41.12596°N,1.22062°E   | IPA-42391 | Carregueu una nova foto d'aquest monument |
| Mas de Mascaró | BCIL 2013 |                                                              | Tarragona Riu Clar                                                                   | 41° 08′ 40″ N, 1° 13′ 53″ E / 41.144374°N,1.231307°E | IPA-42392 | Mas de Mascaró (Tarragona) · Vegeu més fotos d'aquest monument · Carregueu una nova foto d'aquest monument                                           |
| Mas de Patau | BCIL 2013 |                                                              | Tarragona Les Pinedes                                                                | 41° 06′ 00″ N, 1° 11′ 48″ E / 41.099955°N,1.196544°E | IPA-42393 | Carregueu una nova foto d'aquest monument |
| Mas d'en Boter, o Mas del Boter                                                                                   | BCIL 2013 |                                                              | Tarragona Barri de Riuclar                                                           | 41° 07′ 42″ N, 1° 13′ 17″ E / 41.12823°N,1.22148°E   | IPA-42394 | Carregueu una nova foto d'aquest monument |
| Edifici de la Coca-Cola                                                                                           | BCIL 2013 | Racionalisme                                                 | Tarragona Ctra. del Polígon Francolí, 10                                             | 41° 06′ 50″ N, 1° 13′ 50″ E / 41.113906°N,1.230586°E | IPA-42395 | Edifici de la Coca-Cola (Tarragona) · Vegeu més fotos d'aquest monument · Carregueu una nova foto d'aquest monument                                  |
| Cementiri de Tarragona                                                                                            | BCIL 2013 |                                                              | Tarragona Ctra. del Cementiri, 17                                                    | 41° 07′ 29″ N, 1° 15′ 16″ E / 41.124702°N,1.254343°E | IPA-42397 | Carregueu una nova foto d'aquest monument |
| Barraca de pedra seca del Rodolat del Moro                                                                        | BCIL 2013 | XX                                                           | Tarragona Al nord-oest de la urbanització del Rodolat                                |                                                      | IPA-42398 | Carregueu una nova foto d'aquest monument |
| Santuari de la Mare de Déu del Llorito                                                                            | BCIL 2013 | XX                                                           | Tarragona                                                                            | 41° 08′ 07″ N, 1° 16′ 19″ E / 41.135380°N,1.271873°E | IPA-42399 | Carregueu una nova foto d'aquest monument |
| Trull de Mas Rabassa                                                                                              | BCIL 2013 |                                                              | Tarragona                                                                            | 41° 07′ 57″ N, 1° 18′ 40″ E / 41.132529°N,1.310982°E | IPA-42400 | Carregueu una nova foto d'aquest monument |
| Mas Clarà | BCIL 2013 |                                                              | Tarragona                                                                            | 41° 09′ 29″ N, 1° 19′ 29″ E / 41.158011°N,1.324671°E | IPA-42403 | Carregueu una nova foto d'aquest monument |
| Barraca de pedra seca de Tasías                                                                                   | BCIL 2013 | Obra popular XIX                                             | Tarragona                                                                            |                                                      | IPA-42404 | Carregueu una nova foto d'aquest monument |
| Església de Sant Cosme i Sant Damià de Monnars                                                                    | BCIL 2013 | XIX                                                          | Tarragona Monnars                                                                    | 41° 08′ 08″ N, 1° 18′ 23″ E / 41.135438°N,1.306321°E | IPA-42406 | Església de Sant Cosme i Sant Damià de Monnars (Tarragona) · Vegeu més fotos d'aquest monument · Carregueu una nova foto d'aquest monument           |
| Barraca de pedra seca Mare Nostrum                                                                                | BCIL 2013 |                                                              | Tarragona Camí de la Budellera a l'Escola Mare Nostrum                               |                                                      | IPA-42407 | Carregueu una nova foto d'aquest monument |
| Barraca de pedra seca Ramon Solé                                                                                  | BCIL 2013 | Obra popular                                                 | Tarragona                                                                            |                                                      | IPA-42408 | Carregueu una nova foto d'aquest monument |
| Barraca de pedra seca Murret                                                                                      | BCIL 2013 | Obra popular                                                 | Tarragona                                                                            |                                                      | IPA-42409 | Carregueu una nova foto d'aquest monument |
| Barraca de pedra Mas Vell                                                                                         | BCIL 2013 | Obra popular XIX                                             | Tarragona Camí del Mas Vell                                                          |                                                      | IPA-42410 | Carregueu una nova foto d'aquest monument |
| Barraca de pedra seca de l'Islau                                                                                  | BCIL 2013 | Obra popular XIX                                             | Tarragona                                                                            |                                                      | IPA-42411 | Carregueu una nova foto d'aquest monument |
| Barraca de pedra seca 2 Mas d'en Granell                                                                          | BCIL 2013 | Obra popular                                                 | Tarragona                                                                            |                                                      | IPA-42412 | Carregueu una nova foto d'aquest monument |
| Barraca de pedra seca d'Entrepins, o barraca de l'Elies                                                           | BCIL 2013 |                                                              | Tarragona Parc del carrer Mont Fred                                                  | 41° 08′ 25″ N, 1° 18′ 49″ E / 41.14014°N,1.31365°E   | IPA-42413 | Carregueu una nova foto d'aquest monument |
| Rec Major | BCIL 2013 | Obra popular                                                 | Tarragona                                                                            | 41° 08′ 08″ N, 1° 14′ 08″ E / 41.135527°N,1.235625°E | IPA-42414 | Carregueu una nova foto d'aquest monument |
| Carrer Major de Monnars                                                                                           | BCIL 2013 |                                                              | Tarragona C. Major, Monnars                                                          | 41° 08′ 08″ N, 1° 18′ 23″ E / 41.135617°N,1.306498°E | IPA-42415 | Carrer Major de Monnars (Tarragona) · Vegeu més fotos d'aquest monument · Carregueu una nova foto d'aquest monument                                  |
| Conjunt de carrers de Ferran                                                                                      | BCIL 2013 |                                                              | Tarragona C. del Castell - c. de Pau Segur, Ferran                                   | 41° 08′ 43″ N, 1° 21′ 32″ E / 41.145263°N,1.358941°E | IPA-42416 | Conjunt de carrers de Ferran (Tarragona) · Vegeu més fotos d'aquest monument · Carregueu una nova foto d'aquest monument                             |
| Nova seu social del Reial Club Nàutic de Tarragona                                                                |           | Escola de Barcelona 1995-1997                                | Tarragona Port esportiu                                                              | 41° 06′ 27″ N, 1° 15′ 02″ E / 41.107541°N,1.250688°E | IPA-46491 | Carregueu una nova foto d'aquest monument |
| Concessionari i edifici Renault                                                                                   |           | Racionalisme tardà, mediterranisme 1956-1964                 | Tarragona Via Augusta, 14-18                                                         | 41° 06′ 58″ N, 1° 15′ 35″ E / 41.11613°N,1.25985°E   | IPA-46492 | Concessionari i edifici Renault (Tarragona) · Vegeu més fotos d'aquest monument · Carregueu una nova foto d'aquest monument                          |
| Edifici d'habitatges Can Gasset                                                                                   |           | Escola de Barcelona 1984-1987                                | Tarragona C. Santiyán, 7-9                                                           | 41° 06′ 39″ N, 1° 15′ 04″ E / 41.11096°N,1.25120°E   | IPA-46496 | Edifici d'habitatges Can Gasset (Tarragona) · Vegeu més fotos d'aquest monument · Carregueu una nova foto d'aquest monument                          |
| Casa Yxart |           | Postmodernisme, Escola de Barcelona 1966-1969                | Tarragona Pg. Sant Antoni, 16                                                        | 41° 07′ 00″ N, 1° 15′ 33″ E / 41.11657°N,1.25923°E   | IPA-46499 | Casa Yxart (Tarragona) · Vegeu més fotos d'aquest monument · Carregueu una nova foto d'aquest monument                                               |
| Búnquers del turó de Sant Joan, Búnquers de defensa costanera de la Punta de la Móra                              |           | XX                                                           | Tarragona C. de la Serp Blanca, urb. Platja de Tamarit                               | 41° 08′ 02″ N, 1° 21′ 11″ E / 41.13375°N,1.353181°E  | IPA-47831 | Carregueu una nova foto d'aquest monument |
| Casa Castelló |           | Noucentisme XX                                               | Tarragona C. Ixart, 9 - c. Emperador August, 49                                      | 41° 07′ 02″ N, 1° 15′ 04″ E / 41.11720°N,1.25104°E   | IPA-49657 | Casa Castelló (Tarragona) · Vegeu més fotos d'aquest monument · Carregueu una nova foto d'aquest monument                                            |
| Casa Ramon Serres Castelló                                                                                        |           | Noucentisme XX                                               | Tarragona C. Ixart, 7                                                                | 41° 07′ 03″ N, 1° 15′ 04″ E / 41.11739°N,1.25119°E   | IPA-49658 | Casa Ramon Serres Castelló (Tarragona) · Vegeu més fotos d'aquest monument · Carregueu una nova foto d'aquest monument                               |
| Magatzem Steiner                                                                                                  |           | Noucentisme XX                                               | Tarragona C. Cartagena, 14 - c. Nou de Santa Tecla, 3                                | 41° 06′ 45″ N, 1° 14′ 55″ E / 41.11254°N,1.24861°E   | IPA-50659 | Magatzem Steiner (Tarragona) · Vegeu més fotos d'aquest monument · Carregueu una nova foto d'aquest monument                                         |
| Creu de terme de Tamarit                                                                                          |           |                                                              | Tarragona Exterior del castell de Tamarit                                            | 41° 07′ 51″ N, 1° 21′ 38″ E / 41.13070°N,1.36055°E   | IPA-51109 | Creu de terme de Tamarit (Tarragona) · Vegeu més fotos d'aquest monument · Carregueu una nova foto d'aquest monument                                 |